# Орден Свете Ане
Орден Свете Ане (рус. Орден Святой Анны) је орден који је установљен 1735. године као династичка награда Војводства Холштајн-Готорп и уведен 5. априла 1797. указом цара Павла I у систем награђивања Руског царства ради одликовања свештенства, војске, цивилних и судских службеника, као и као страца. Указ је садржао одредбу да је Орден Свете Ане „додељен Сверуском царству“ када је Петар Фјодорович (отац Павла Петровича) „уверен у своја права на сверуски царски престо“, тј. 7. новембар 1742..
Статут реда одобрен је 1829. године и имао је 4 степена; Најнижи, 4. степен, требало је да се додељује само за војне заслуге (најмлађи официрски орден). По старешинству, орден је био корак испод Ордена Светог Владимира и био је најмлађи у хијерархији ордена Руског царства до 1831. године. Од 1831. године Орден Светог Станислава је уведен у хијерархију царских и краљевских ордена, поставши корак испод Ордена Свете Ане по старешинству. Од оснивања Ордена Свете Ане, одликовано је на стотине хиљада људи.

## Историјат ордена
У почетку је ред имао само једну класу и назван је „Аниним редом“. Статутом Реда који је проглашен 1735. као главни знак утврђен је црвено-емајлирани златни крст, са ликом Свете Ане у средини крста, на реверсу су били иницијали "А.И.П.Ф." (за „Anna Imperatoris Petri Filia“: „Ана, ћерка цара Петра“ на латинском). Иста слова такође скраћују латински мото (пошто слово „Ј“ није постојало на латинском, „Iustitiam“ је био оригинални правопис речи која се сада преводи као „Јуститиам“).
Карл Петер Улрих, син војводе Карла Фридриха, је 1742. године проглашен руским наследником. По доласку у Русију, уручио је Орден неколицини дворјана. Дана 15. априла 1797. године, његов син, руски цар Павле I, успоставио је Орден као део царског руског система почасти и поделио га у три класе, преименујући га у „Орден Свете Ане“. Цар Александар I додао је 1815. четврту класу.
Наслов познате Чеховљеве приче „Ана на врату” односи се и на Орден и на јунакињу.)
У IV поглављу Злочина и казне, Раскољников нагађа да Лужин мора да има „...Ану у рупици за дугмад и да је ставља када иде на вечеру са извођачима или трговцима“.

## Методе ношења
- 1. класа: Крст који се носи на прамцу широке траке (ширине десет центиметара, носи се преко левог рамена), на десном боку; звезда Ордена (пречника око 95 милиметара) која се носи на десној страни груди
- 2. класа: Крст на вратној траци, ширине 45 милиметара
- 3. класа: Крст који се носи на левој траци, окачен за траку ширине 28 милиметара
- 4. класа: Крст на врху оштрице оружја, заједно са сребрним кићанкама мач-чвором орденске траке

Трака за медаљу је била црвена са уским жутим ивицама.
Носилац Ордена виших разреда не би носио обележја нижих разреда, осим ако није био одликован и четвртом класом (чије се обележје носило на дршку мача или другог оштрице).

## Инсигнија
- Орден Свете Ане 1 класе
- Орден Свете Ане 2. класе (Приказан пример је „са мачевима“, за храброст у борби и круном)
- Орден Свете Ане 3 класе
- Орден Свете Ане 4. класе (Знак са царским орлом би био додељен нехришћанину, за кога је хришћански крст сматран неприкладним)

## Белешке
1. ↑  Де јуре, то је значило да се Орден Свете Ане треба сматрати да је стекао статус ордена Руског царства од 7. новембра 1742. године. У складу са тим, на пример, у званичној публикацији из 1830. „Списак витезова царских руских ордена свих имена за 1829. део III” представљене су награде Ордена Свете Ане додељене пре 1797. године. (см. Список кавалерам императорских российских орденов всех наименований за 1829. Часть III. СПб.: при Императорской Академии Наук. 1830.